# Cabusao
Cabusao é um município de  quinta classe de renda municipal (d) na província Camarines Sul, nas Filipinas. De acordo com o censo de 1 de maio  de  2020 possui uma população de 19 257 pessoas e 4 360 domicílios.